# Seleneto de alumínio
O seleneto de alumínio é um composto inorgânico de fórmula química Al2Se3.